# Germany’s Next Topmodel/Staffel 17
Die 17. Staffel der deutschen Castingshow Germany’s Next Topmodel wurde vom 3. Februar 2022 bis 26. Mai 2022 auf dem Privatsender ProSieben ausgestrahlt.

## Hintergrund
Bereits vor dem Ende der vorigen Staffel konnte man sich für die Teilnahme an der 17. Staffel bewerben und musste dazu online einen Anmelde- und Fragebogen ausfüllen und mit Fotos und einem Video versehen. Das Auswahlverfahren endete am 28. Juni 2021. Unter knapp 9000 Bewerbungen wählte Heidi Klum 31 aus.
Am 3. Februar 2022 wurde die 17. Staffel mit der Ankündigung „Mehr Diversität als je zuvor“ gestartet: Zum ersten Mal machten auch ältere Frauen mit. Die Teilnehmerinnen im Alter von 18 bis 68 Jahren hatten eine Körpergröße von 1,54 bis 1,95 m und eine Kleidergröße von 30 bis 54. Dadurch war es für Heidi Klum schwer, Designer zu finden.
Den Titelsong Chai Tea with Heidi sang Klum zusammen mit Snoop Dogg ein. Darin wurde ein Sample verwendet, das aus dem Lied Baby Jane von Rod Stewart stammt. Produziert wurde der Opener-Song von WeddingCake (dem DJ-Duo Tom Kaulitz und Devin Culiner), und vorab am 14. Januar 2022 veröffentlicht. Das dazugehörige Schwarzweiß-Musikvideo wurde vom Fotografen Rankin gedreht. Klum wurde wie in den letzten Jahren von mindestens einem Gastjuror pro Folge bei ihrer Beurteilung unterstützt.

## Zusammenfassung
Für die Auftaktfolge trafen die Kandidatinnen im Athener Zappeion ein. Dort wurden sie von der Berliner Designerin Jasmin Erbaş mit goldenen und silbernen Kleidern aus ihrer Kollektion ausgestattet und hatten vor Heidi Klum und Kylie Minogue einen Lauf als „Göttinnen“ zu absolvieren. Drei Teilnehmerinnen, die am wenigsten überzeugten, mussten die Show verlassen.
Die zweite Folge begann mit einem Laufstegunterricht durch Heidi Klum in Mykonos-Chora. Als Duelle fanden ein Tauziehen vor dem Armenistis-Leuchtturm, bei dem Fotograf Yu Tsai Bilder schoss, sowie ein Walk die lange Treppe bei den Kato Mili hinab statt. Danach legte Heidi Klum für zwei Modelaspirantinnen keine Fotomappe an.
In der dritten, ebenfalls auf Mykonos gedrehten Folge posierten die Kandidatinnen in vier Gruppen ungeschminkt für die vom Fotografen Rankin erstellte Plakatkampagne zur Staffel auf einem Gerüst. Die zehn besten von ihnen, die direkt in die nächste Runde kamen, wurden mit Heidi Klum am Paradise Strand für den Opener der Staffel aufgenommen. Die übrigen liefen und tanzten vor der Jury und deutschen Pressevertretern zu Discoklängen in Outfits von Christian Cowan.
In Folge 4 hatten die Models im Videoshooting paarweise in einem Oldtimer sitzend zwei Streitszenen zu spielen, an deren Ende jeweils eine Teilnehmerin an einem Bungeeseil nach oben gezogen wurde. Aus Sehnsucht zu ihrem Freund und Dissonanz mit einer Konkurrentin verließ eine Kandidatin die Show freiwillig. Die anderen absolvierten in Bikinis und Badeanzügen auf einem im Meer schwimmenden, pinkfarbenen Laufsteg den Abschlusswalk.
In Folge 5 ging es zurück nach Athen. Vier Jobs wurden nach Castings vergeben, die Gewinner kamen in die nächste Runde. Im stillgelegten Flughafen Athen-Ellinikon führten die anderen den Abschlusswalk vor Heidi Klum und dem Gastjuror Jean Paul Gaultier in  provokanter Lingerie in Lederoptik mit Metallringen auf.
In Folge 6 wurden die Teilnehmerinnen in Los Angeles in zwei Gruppen aufgeteilt. Für acht stand das obligatorische Umstyling an, die anderen bezogen die Modelvilla. Beim Entscheidungswalk vor Heidi Klum und der Gastjurorin Sarina Nowak zeigten die Models dem Fotografen drei verschiedene Posen.
In Folge 7 posierten die Models mit dem Anfangsbuchstabe ihres Namens für die Sedcard. Die 12 besten Bilder kamen in den „Mutmachkalender“ der Aktion „Yes we cancer“. Bei einer Teilnehmerin, die sich in der vorigen Folge in Corona-Quarantäne befand, wurde das Umstyling nachgeholt. Als Grusel-Aufziehpuppen hatten sich die Models vor Heidi Klum und Gastjurorin Coco Rocha, die auch alle Aufgaben coachte, entsprechend zu bewegen und bei Musikwechsel zu laufen.
In der als Social Media Edition bezeichneten Folge 8 bewarben die Kandidatinnen ein ungewöhnliches Produkt (ein „Schlaf2go-Kissen“, einen „Grinsetrainer“ oder einen „Schnupfen- und Tränentrockner“ – letzteres war eine Rolle Klopapier). Danach stand ein Interviewtraining an. Den Abschlusswalk absolvierten die Models in futuristischen Outfits von The Blonds, wozu eine rund um die Hüfte hängende UFO-Attrappe gehörte. Aufgrund von Stürzen wegen des starken Wüstenwindes durften die Models auf die High Heels verzichten.
In Folge 9 ging es für die Models in Dreiergruppen in die Luft. In Kleidern mit angehefteten Plüschtieren drehten sie sich als Mobile. Sechs von ihnen suchte die Levi's-CMO aus, paarweise selbst ein Werbe-Reel aufzunehmen, drei Models wurden gebucht. Der Entscheidungswalk ließ die mit einer langen, roten Schleppe ausstaffierten Kandidatinnen als Zungen aus einem überlebensgroßen Plakat von Heidi Klums Mund vor dieser und Nikeata Thompson laufen.
Jeweils vier Models bekamen in Folge 10 zu drei Castings Einladungen. Für die verbliebenen elf ohne Job gab es ein weiteres Casting mit zwei Buchungen. Danach hatten die Models erneut eine Kombination aus Fotoshooting und Entscheidungwalk zu absolvieren. Gastjuror Jeremy Scott stattete sie mit farbenfrohen, teils mit Kindercomicmotiven bedruckten Kleidern aus. Kleiderschnitt, Hochsteckfrisuren und die nostalgische Küche als Set für das Shooting waren den 1960er-Jahren nachempfunden. Heidi Klum verabschiedete zwei Models.
Für einen paarweisen Walk vor Gastjurorin Maye Musk zu Beginn von Folge 11 wurden die Models an Zöpfen und Ärmeln aneinander gebunden. Für das spätere Fotoshooting mit Gastjuror Brian Bowen Smith wurden ihre nackten Körper mit goldener Farbe besprüht. Damit stellten sie in einem großen Ziffernblatt, das an einer rhönradähnlichen Konstruktion befestigt war, die Zeiger dar. Die einzige Kandidatin, die in beiden Wettbewerben zu den Schwächeren gehörte, schied aus.
Nach einem Lauftraining mit Nikeata Thompson gab es in Folge 12 erneut ein nachträgliches Umstyling für eine Kandidatin. Es folgten ein Fotoshooting auf dem Trampolin mit Yu Tsai und der Entscheidungswalk in die Top Ten in Kleidung von Peter Dundas, der mitbewertete.
Nach einer Jobvergabe in Folge 13 hatten sich die Models eine Hintergrundstory zu einem Videodreh auszudenken, für den sie dann eine von Brigitte Nielsen gespielte Gefängnisinsassin besuchten. Dem Abschlusswalk unter Regenkanonen und folgendem Rezitieren eines Kindheitstraumes folgte das vor Gastjurorin Kim Petras verkündete Aus für zwei Kandidatinnen.
In Folge 14 erhielt Noëlla Mbomba ihren dritten Job. Sportshootings führten in paarweisen Duellen die Models auf den Tennisplatz und die Aschenbahn. Nach dem Abschlusswalk wackelten drei, die beide Duelle verloren; eine schied aus.
In Folge 15 stand das Cover-Shooting für die deutsche Harper’s Bazaar an, Chefredakteurin Kerstin Schneider gab Anweisungen. Im Anschluss lernten die Models die Original-Choreografie aus dem Musikvideo zu Ava Max’ Song The Motto und machten von sich gegenseitig Autogrammkarten-Fotos. Die einstudierten Tanzbewegungen inklusive Walk zeigten sie in „Lack und Leder“ vor Ava Max und Kerstin Schneider.
In Folge 16 fotografierte Kristian Schuller die am Unterkörper an der Spitze eines knapp 5 m hohen, biegsamen Mastes fixierten, „schwingenden“ Models. Den Entscheidungswalk liefen sie vor Heidi und Leni Klum in einem an der Unterseite brennendem Reifrock. Die beiden Jurorinnen schickten fünf Models ins Finale und Best-Agerin Lieselotte Reznicek nach Hause. Sie war als einzige der Halbfinalistinnen ohne Job geblieben.
Im Finale setzte sich Lou-Anne Gleissenebner durch.

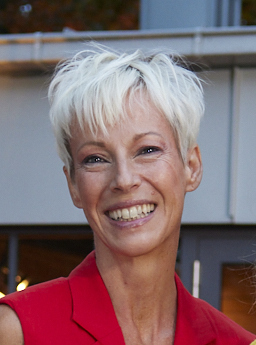
Finalistin Martina Gleissenebner-Teskey 2022

| Folge | Modeljob für                 | Kurzbeschreibung                |
| ----- | ---------------------------- | ------------------------------- |
| 5     | Sophie Dräger                | Themis Z (Mode und Einrichtung) |
| 5     | Barbara Radtke               | Delicate Love (Bademode)        |
| 5     | Juliana Stürmer              | Delicate Love (Bademode)        |
| 5     | Amaya Baker                  | Shape                           |
| 5     | Lou-Anne Gleissenebner       | Faces                           |
| 9     | Noëlla Mbomba                | Levi’s                          |
| 9     | Juliana Stürmer              | Levi’s                          |
| 9     | Inka Ferbert                 | Levi’s                          |
| 10    | Luca Lorenz                  | Invisibobble                    |
| 10    | Noëlla Mbomba                | Six                             |
| 10    | Vivien Sterk                 | Jean&Len                        |
| 10    | Anita Schaller               | Lala Berlin                     |
| 10    | Martina Gleissenebner-Teskey | Lala Berlin                     |
| 11    | Martina Gleissenebner-Teskey | Marc Cain (Berlin Fashion Week) |
| 13    | Vivien Sterk                 | Dyson                           |
| 14    | Noëlla Mbomba                | Emmi                            |

## Teilnehmerinnen
| Finalistinnen der 17. Staffel *                           | Finalistinnen der 17. Staffel * | Finalistinnen der 17. Staffel * | Finalistinnen der 17. Staffel * | Finalistinnen der 17. Staffel *                                                |
| Teilnehmerin                                              | Platz                           | Alter                           | Wohnort                         | Beruf                                                                          |
| --------------------------------------------------------- | ------------------------------- | ------------------------------- | ------------------------------- | ------------------------------------------------------------------------------ |
| Lou-Anne Gleissenebner                                    | 1                               | 18                              | Klosterneuburg                  | Stylistin                                                                      |
| Luca Lorenz                                               | 2                               | 19                              | München                         | Studentin (Medienpsychologie)                                                  |
| Martina Gleissenebner-Teskey                              | 3                               | 50                              | Klosterneuburg                  | Trainerin, Coach, Videografin                                                  |
| Noëlla Mbomba                                             | 4                               | 24                              | Berlin                          | Altenpflegerin                                                                 |
| Anita Schaller                                            | 5                               | 20                              | Neustadt an der Donau           | Hotelfachfrau                                                                  |
| 0 Endrundenteilnehmerinnen der 17. Staffel *              |                                 |                                 |                                 |                                                                                |
| Lieselotte Reznicek                                       | 6                               | 66                              | Berlin / Tivoli                 | Rentnerin (zuvor Bandmitglied Mona Lise, Lehrerin)                             |
| Vivien Sterk                                              | 7                               | 21                              | Prien am Chiemsee               | Auszubildende (Kauffrau für Büromanagement)                                    |
| Lena Krüger                                               | 8                               | 21                              | Teltow                          | Studentin (BWL)                                                                |
| Sophie Dräger                                             | 9                               | 18                              | Harsewinkel                     | Abiturientin                                                                   |
| Juliana Stürmer                                           | 9                               | 24                              | Berlin                          | Medizinische Fachangestellte                                                   |
| Vanessa Kunz                                              | 11                              | 20                              | Metzingen                       | Auszubildende (Industriekauffrau)                                              |
| Amaya Baker                                               | 12                              | 18                              | Böblingen                       | Auszubildende (Kauffrau für Büromanagement)                                    |
| Inka Ferbert                                              | 13                              | 19                              | Nierstein                       | Abiturientin, in einem Kindergarten beschäftigt                                |
| Viola Schierenbeck                                        | 13                              | 21                              | Köln / Dublin                   | Studentin (Soziale Arbeit)                                                     |
| Annalotta Bönninger                                       | 15                              | 20                              | Schwerte                        | Studentin (Design)                                                             |
| Paulina Stępowska                                         | 16                              | 32                              | Berlin                          | Betreuerin                                                                     |
| Jessica Adbuwi                                            | 16                              | 21                              | Berlin                          |                                                                                |
| Julia Weinhäupl                                           | 18                              | 21                              | Surberg                         | Kosmetikerin                                                                   |
| Laura Bittner                                             | 18                              | 20                              | Großenhain-Zabeltitz            | Studentin (Wirtschaft, Soziologie und Anglistik)                               |
| Barbara Radtke                                            | 20                              | 68                              | Handewitt-Weding                | Rentnerin (zuvor Friseurin, Fachkosmetikerin)                                  |
| Jasmin Jägers                                             | 20                              | 23                              | Düsseldorf                      | Kundenservice-Mitarbeiterin bei Medienkonzern, Studentin (Marketingmanagement) |
| Laura Wende                                               | 22                              | 19                              | Günzach                         | Zahnmedizinische Fachangestellte                                               |
| Kashmira Maduwege                                         | 23                              | 20                              | Winnenden                       | Studentin (Wirtschaftsingenieurwesen)                                          |
| Lenara Klawitter**                                        | 24                              | 24                              | Lingen                          | Verkäuferin (Heimtiernahrung)                                                  |
| Kristina                                                  | 25                              | 20                              | Lübeck                          | Auszubildende (Zahnmedizinische Fachangestellte)                               |
| Lisa-Marie Cordt                                          | 25                              | 22                              | Hannover                        | Studentin (Wirtschaftswissenschaften)                                          |
| Kim Bieder                                                | 27                              | 20                              | Rheine                          | Auszubildende                                                                  |
| Wiebke Schwartau                                          | 27                              | 22                              | Berlin                          | Basketballspielerin                                                            |
| Emilie Clément                                            | 29                              | 19                              | Tafers                          | Schülerin                                                                      |
| Meline K.                                                 | 29                              | 20                              | Neubrandenburg                  | Servicekraft im Fitnessstudio                                                  |
| Pauline Schäfer                                           | 29                              | 20                              | Schwerte                        | Schaustellerin                                                                 |
| * Stand der Angaben zu den Teilnehmerinnen: Staffelbeginn |                                 |                                 |                                 |                                                                                |
| ** Freiwillig ausgestiegen                                |                                 |                                 |                                 |                                                                                |

## Professionisten
Den in der Staffel auftretenden Professionisten wird, innerhalb der jeweiligen Castingshow-Folge, eine bestimmte Funktion zuteil.
- Folge 1: Jasmin Erbaş (Modedesignerin und Coach), Kylie Minogue (Gastjurorin)
- Folge 2: Yu Tsai (Fotograf und Gastjuror)
- Folge 3: Rankin (Fotograf und Gastjuror), Christian Cowan (Modedesigner und Gastjuror)
- Folge 4: David Helmut (Regisseur Videoshoot), Jasmine Sanders aka Golden Barbie (Model und Gastjurorin)
- Folge 5: Jean Paul Gaultier (Modedesigner und Gastjuror)
- Folge 6: Sarina Nowak (Model und Gastjurorin)
- Folge 7: Coco Rocha (Model, Coach und Gastjurorin), Sheryl Nields (Fotografin)
- Folge 8: Mario Schmolka (Regisseur Videodreh), Claudia von Brauchitsch (Interviewtraining), The Blonds (Modedesigner und Gastjuroren)
- Folge 9: Marc Baptiste (Fotograf), Pabllo Vittar (Coach), Nikeata Thompson (Model und Gastjurorin)
- Folge 10: Vijat Mohindra (Fotograf), Jeremy Scott (Modedesigner und Gastjuror)
- Folge 11: Maye Musk (Gastjurorin), Brian Bowen Smith (Fotograf und Gastjuror)
- Folge 12: Nikeata Thompson (Coach), Yu Tsai (Fotograf), Peter Dundas (Modedesigner und Gastjuror)
- Folge 13: Brigitte Nielsen (Schauspielerin), Lance Drake (Regisseur Videodreh), Kim Petras (Gastjurorin)
- Folge 14: Max Montgomery (Fotograf), Thomas Hayo (Gastjuror)
- Folge 15: Regan Cameron (Fotograf), Tiffany Simone (Choreografin), Kerstin Schneider (Gastjurorin), Ava Max (Gastjurorin)
- Folge 16: Kristian Schuller (Fotograf), Leni Klum (Gastjurorin)

## Episodenliste
| Folge | Datum            | Titel                                  | Laufzeit |
| ----- | ---------------- | -------------------------------------- | -------- |
| 01    | 03. Februar 2022 | Auftakt in Athen                       | 119 Min. |
| 02    | 10. Februar 2022 | Bootcamp Edition                       | 125 Min. |
| 03    | 17. Februar 2022 | Promo Edition                          | 130 Min. |
| 04    | 24. Februar 2022 | Action Edition                         | 123 Min. |
| 05    | 03. März 2022    | Casting Edition                        | 140 Min. |
| 06    | 10. März 2022    | Das große GNTM Umstyling!              | 132 Min. |
| 07    | 17. März 2022    | Sedcard-Shooting                       | 136 Min. |
| 08    | 24. März 2022    | Social Media Edition                   | 132 Min. |
| 09    | 31. März 2022    | Fantasy Edition                        | 134 Min. |
| 10    | 07. April 2022   | Castingmarathon in L.A.                | 135 Min. |
| 11    | 14. April 2022   | Bodypainting-Shooting                  | 129 Min. |
| 12    | 21. April 2022   | Der Einzug in die Top 10               | 122 Min. |
| 13    | 28. April 2022   | Dream Edition                          | 140 Min. |
| 14    | 05. Mai 2022     | Sportsfest                             | 131 Min. |
| 15    | 12. Mai 2022     | Cover-shooting für die Harper’s Bazaar | 129 Min. |
| 16    | 19. Mai 2022     | Skyline Shooting                       | 132 Min. |
| 17    | 26. Mai 2022     | Das große Finale                       | 126 Min. |

## Einschaltquoten
Das meiste Zuschauerinteresse fand das „Umstyling“ in Folge 6. In absoluten Zahlen ging das durchschnittliche Zuschauerinteresse gegenüber dem Vorjahr in beiden Gruppen um etwa 20 % zurück, ihre Marktanteile konnte die Sendung jedoch behaupten.
| Folge | Datum (2022) | Zuschauer        | Zuschauer     | Marktanteil      | Marktanteil   | Quelle        |
| Folge | Datum (2022) | Durchschnittlich | 14 – 49 Jahre | Durchschnittlich | 14 – 49 Jahre | Quelle        |
| ----- | ------------ | ---------------- | ------------- | ---------------- | ------------- | ------------- |
| 01    | 3. Feb.      | 2,06 Mio.        | 1,46 Mio.     | 7,2 %            | 20,4 %        | [ 9 ]         |
| 02    | 10. Feb.     | 2,20 Mio.        | 1,50 Mio.     | 8,2 %            | 21,9 %        | [ 10 ]        |
| 03    | 17. Feb.     | 2,44 Mio.        | 1,61 Mio.     | 9,1 %            | 23,9 %        | [ 11 ] [ 12 ] |
| 04    | 24. Feb.     | 2,03 Mio.        | 1,21 Mio.     | 7,7 %            | 16,1 %        | [ 13 ] [ 12 ] |
| 05    | 3. März      | 2,13 Mio.        | 1,31 Mio.     | 8,8 %            | 21,0 %        | [ 14 ]        |
| 06    | 10. März     | 2,69 Mio.        | 1,72 Mio.     | 11,1 %           | 26,5 %        | [ 15 ]        |
| 07    | 17. März     | 2,19 Mio.        | 1,30 Mio.     | 9,0 %            | 20,5 %        | [ 16 ] [ 12 ] |
| 08    | 24. März     | 2,02 Mio.        | 1,26 Mio.     | 8,1 %            | 20,3 %        | [ 17 ]        |
| 09    | 31. März     | 2,19 Mio.        | 1,32 Mio.     | 8,7 %            | 21,4 %        | [ 18 ]        |
| 10    | 7. April     | 2,08 Mio.        | 1,25 Mio.     | 8,2 %            | 19,0 %        | [ 19 ] [ 12 ] |
| 11    | 14. April    | 1,88 Mio.        | 1,01 Mio.     | 7,6 %            | 17,3 %        | [ 20 ]        |
| 12    | 21. April    | 2,04 Mio.        | 1,13 Mio.     | 8,4 %            | 19,5 %        | [ 21 ] [ 12 ] |
| 13    | 28. April    | 1,82 Mio.        | 1,03 Mio.     | 7,6 %            | 17,0 %        | [ 22 ] [ 12 ] |
| 14    | 5. Mai       | 1,83 Mio.        | 1,10 Mio.     | 7,4 %            | 17,1 %        | [ 23 ]        |
| 15    | 12. Mai      | 1,72 Mio.        | 0,92 Mio.     | 7,5 %            | 16,6 %        | [ 24 ] [ 12 ] |
| 16    | 19. Mai      | 1,84 Mio.        | 1,04 Mio.     | 7,8 %            | 16,7 %        | [ 25 ] [ 12 ] |
| 17    | 26. Mai      | 1,93 Mio.        | 1,13 Mio.     | 8,1 %            | 21,0 %        | [ 12 ]        |
| ø     | ø            | 2,06 Mio.        | 1,25 Mio.     | 8,3 %            | 19,8 %        |               |